# NGC 1365
NGC 1365 je galaksija u zviježđu Kemijska peć. Poznata je i kao Velika spiralna prečkasta galaksija. Udaljena je 56 milijuna svjetlosnih godina i nalazi se u klasteru Kemijske peći.
NGC 1365 je prečkasta spiralna galaksija. Unutar veće duge prečke koja se proteže kroz središte galaksije čini se da je manja prečka koja sadrži jezgru, prividne veličine oko 50 ″ 40 ″. Ova je druga prečka izrazitija na infracrvenim slikama središnjeg dijela galaksije i vjerojatno nastaje iz kombinacije dinamičkih nestabilnosti zvjezdanih orbita u regiji, zajedno s gravitacijom, valovima gustoće i ukupnom rotacijom diska. Unutarnja se prečka vjerojatno rotira kao cjelina brže od veće duge prečkek, stvarajući dijagonalni oblik koji se vidi na slikama.
Spiralni se krakovi protežu se u širokoj krivulji sjeverno i južno od krajeva šipke istok-zapad i tvore gotovo prsten poput oreolica u obliku slova Z. Astronomi smatraju da istaknuti šipka NGC 1365 igra presudnu ulogu u evoluciji galaksije, uvlačeći plin i prašinu u vrtlog zvijezda koji stvara i na kraju dovodi materijal u središnju crnu rupu. 
NGC 1365, uključujući njegova dva vanjska spiralna kraka, širi se na oko 205 000 svjetlosnih godina. Različiti dijelovi galaksije trebaju različita vremena da naprave potpunu rotaciju oko jezgre galaksije, pri čemu vanjski dijelovi prečke završe jedan krug u oko 350 milijuna godina. NGC 1365 i druge galaksije ovog tipa postale su sve značajnije posljednjih godina novim zapažanjima koja ukazuju na to da Mliječni put može također biti prečkasta spiralna galaksija. Takve su galaksije prilično česte - dvije trećine spiralnih galaksija je s prečkom prema nedavnim procjenama, a proučavanje drugih može pomoći astronomima da razumiju našu galaksiju. 
U galaksiji su eksplodirale četiri supernove: 1957C, 1983V, 2001du i 2012fr.

## Vanjske poveznice
- SEDS: NGC 1365